# Aizawl
Aizawl (eller Aijal på hindi) är huvudstad i den indiska delstaten Mizoram. Folkmängden beräknades till cirka 350 000 invånare 2018.
Staden ligger 1 067 meter över havet och är ett centrum för handel i den omgivande bergsregionen.